# (337002) Robertbodzon
(337002) Robertbodzon – planetoida z grupy pasa głównego planetoid okrążająca Słońce w ciągu 3 lat i 301 dni w średniej odległości 2,44 au. Została odkryta 25 października 2005 roku w programie Spacewatch. Nazwa planetoidy pochodzi od Roberta Bodzonia (1969–2012), polskiego miłośnika i popularyzatora astronomii. Została zasugerowana przez Michała Kusiaka i Michała Żołnowskiego. Przed jej nadaniem planetoida nosiła oznaczenie tymczasowe (337002) 2012 OB.